# Discretitheca
Discretitheca, monotipski biljni rod iz porodice usnača smješten u tribus Rotheceae, dio potporodice Ajugoideae. Jedina vrsta je grm D. nepalensis koji endemski raste u Nepalu  
Vrsta je ograničena na distrikt Gorkha.

## Sinonimi
- Caryopteris nepalensis Moldenke; Phytologia 7: 77 (1959)
- Caryopteris nepalensis var. parvifolia Moldenke; Phytologia 26: 177 (1973)
- Discretitheca nepalensis var. parvifolia (Moldenke) V.S.Kumar; Bull. Bot. Surv. India 49: 188 (2007)